# 双碑乡 (隆尧县)
双碑乡，是中华人民共和国河北省邢台市隆尧县下辖的一个乡镇级行政单位。

## 行政区划
双碑乡下辖以下地区：
双碑村、城角村、亦城村、北村、岗头村、木花村、里南庄村、里王街村、里边街村、西良前村、西良中村、西良后村、大崔庄村、东崔庄村、西崔庄村、东小崔村和西小崔村。